# Птолемей IX Сотер II
Птолемей IX Филометор Сотер II (Ла́фур) — царь Египта, правил в 116 — 107 и 89 — 81 годах до н. э. Из династии Птолемеев. Старший сын Птолемея VIII и Клеопатры III.

## Завещание Птолемея VIII
По завещанию Птолемея VIII египетский трон должна была наследовать его жена Клеопатра III вместе с тем из её сыновей, которого она сама выберет. Киренаика отходила побочному сыну покойного царя Птолемею Апиону. Старший сын Эвергета и Клеопатры Птолемей IX, молодой человек около двадцати пяти лет, скорее всего, жил на Кипре, когда умер его отец. У него был младший брат Александр, которого Клеопатра и хотела сделать царём — или потому, что больше любила, или потому, что по её мнению, на троне он будет не так успешно отстаивать свою волю вопреки ей. Однако оказалось, что желание Клеопатры сделать царём Александра столкнулось с яростным сопротивлением народа, и ей пришлось уступить. Царём стал старший Птолемей под именем Птолемей Филометор Сотер. Он был назначен соправителем матери, чьё имя ставилось перед его в официальных документах. Прозвище же своё «Филометор» («Любящий мать» или «Любимец матери») он, по словам Павсания, «получил в насмешку, так как мы не знаем ни одного из царей, который был бы так ненавидим своей матерью». В народе его прозвали Лафур или Латир («Бараний Горох»); видимо, мы уже никогда не узнаем, в чём суть этой александрийской шутки.

## Раздоры внутри царской семьи
Сначала молодой человек был не в силах сопротивляться матери. Он даже не смог воспротивиться, когда она забрала у него его сестру-жену Клеопатру IV, к которой, по словам Юстина, он был очень привязан, и заставила жениться на младшей сестре Клеопатре Селене.
В тексте, вырезанном на стеле из Асуана, сказано, что во второй год своего правления Птолемей с матерью посетил Верхний Египет, а в августе 115 года до н. э. они побывали на Элефантине и на эфиопской границе.
Царица-мать сочла благоразумным увезти младшего сына Александра из Египта. Он стал наместником на Кипре и, хотя официально именовался лишь стратегом острова, кажется, в конце концов начал считать себя царём: позднее он отсчитывал годы своего правления начиная с четвёртого года брата Сотера II, когда он предположительно стал править на Кипре. Бывшая супруга Лафура Клеопатра IV также отправилась на Кипр, чтобы набрать собственную армию из находившихся там войск. С набранным войском она удалилась в Сирию, чтобы предложить руку и войско Антиоху Кизикену, который изгнал из Сирии двоюродного брата Антиоха VIII Грипа, мужа Трифены, старшей сестры Клеопатры IV. Борьба между двумя кузенами из династии Селевкидов превратилась в войну двух сестёр — представительниц династии Птолемеев. Клеопатра находилась в Антиохии, когда Грип взял город, и она бежала в храм Аполлона в Дафне. Грип, как сказано в источниках, хотел пощадить невестку, но Трифена была неумолима. Клеопатре отрубили руки, которыми она цеплялась за алтарь, и она умерла, призывая проклятия на голову сестры (112 год до н. э.). Вскоре после этого Трифену захватил Кизикен и убил, принеся её в жертву духу своей жены (111 год до н. э.).

## Имя
| G5 |

| G5 |

| D45 · D21 | F31 | S29 | Z3 | V28 | V28 | Aa5 · Q3 | G39 | S34 | E1 | O17 | L1 · D21 | A28 | A28 | F31 | S29 | Aa1 · W24 · O39 | W24 · X1 | G39 | Q1 · X1 | B7 |

| D45 · D21 | F31 | S29 | Z3 | V28 | V28 | Aa5 · Q3 | G39 | S34 | E1 | O17 | L1 · D21 | A28 | A28 | F31 | S29 | Aa1 · W24 · O39 | W24 · X1 | G39 | Q1 · X1 | B7 |

| E1 | Z9 · D40 | M17 | U33 | M17 | M17 | A23 | R11 | U31 | N8 | N17 · X1 · O5 · O49 | S34 | E1 | W19 | D21 · X1 · D36 | N35 · I9 | W4 · Z2 | I1 · Z2 |

| G36 · Z2 | W19 | C18 | X1 · I9 · Z1s · I9 | G5 | Z2ss | \| \| |
|          |     |     |                    |    |      |       |

|  |

| E1 | Z9 · D40 | M17 | U33 | M17 | M17 | A23 | R11 | U31 | N8 | N17 · X1 · O5 · O49 | S34 | E1 | W19 | D21 · X1 · D36 | N35 · I9 | W4 · Z2 | I1 · Z2 |

| G36 · Z2 | W19 | C18 | X1 · I9 · Z1s · I9 | G5 | Z2ss | \| \| |
|          |     |     |                    |    |      |       |

|  |

| G16 |

| G16 |

| S29 | N28 · D36 · Y1 | M23 | G43 | X1 | G14 | I9 · D2 · Z1 | W11 · O1 | X1 · I9 · Z1s · I9 | V15 · I9 | M13 | M13 | U31 | H6 | P8 |

| S29 | N28 · D36 · Y1 | M23 | G43 | X1 | G14 | I9 · D2 · Z1 | W11 · O1 | X1 · I9 · Z1s · I9 | V15 · I9 | M13 | M13 | U31 | H6 | P8 |

| G37 · D21 | F9 · F9 · Z9 · D40 | W17 | N37 · N36 | V28 | N5 | V28 | S29 | U32 | O4 · Q3 | H6 · Z2 | W19 | G26 | O29V | O29V |

| G37 · D21 | F9 · F9 · Z9 · D40 | W17 | N37 · N36 | V28 | N5 | V28 | S29 | U32 | O4 · Q3 | H6 · Z2 | W19 | G26 | O29V | O29V |

| G37 · D21 | F9 · F9 · Z9 · D40 | D45 | M14 | G36 · N36 | V15 | F44 | L1 · N21 | L1 · N21 | Aa15 · H6 · P8 | U22 | F34 · Z1 | N37 · D21 | G7 | Z2ss | \| \| |
|           |                    |     |     |           |     |     |          |          |                |     |          |           |    |      |       |

|  |

| G37 · D21 | F9 · F9 · Z9 · D40 | D45 | M14 | G36 · N36 | V15 | F44 | L1 · N21 | L1 · N21 | Aa15 · H6 · P8 | U22 | F34 · Z1 | N37 · D21 | G7 | Z2ss | \| \| |
|           |                    |     |     |           |     |     |          |          |                |     |          |           |    |      |       |

|  |

| G8 |

| G8 |

| V30 · N16 | O5 · O49 | S38 | A40 | I9 · Aa15 | A28 | V30 · W4 | Z3 | C18 | W19 | X1 · I9 | R8A | M23 | M17 | M17 | X1 · Z2 | A46 | A23 | S29 | U32 |

| O4 · Q3 · Y1 · Z2 | G26 | O29V | O29V | W19 |

| V30 · N16 | O5 · O49 | S38 | A40 | I9 · Aa15 | A28 | V30 · W4 | Z3 | C18 | W19 | X1 · I9 | R8A | M23 | M17 | M17 | X1 · Z2 | A46 | A23 | S29 | U32 |

| O4 · Q3 · Y1 · Z2 | G26 | O29V | O29V | W19 |

| O42 · N17 | O16 | X1 · O49 | A40 | A9 | G17 | A28 | V30 · W4 | I1 · Z2 | G36 · D21 | Z3 | W19 | X1 · A9 | A9 | C19 | C18 |

| A19 | G6 | G6 | G6 | D46 · N35 · I9 | A44 | X1 · Z1 · TWO | S3 | C2 | G17 | T16 | W24 | A24 |

| O42 · N17 | O16 | X1 · O49 | A40 | A9 | G17 | A28 | V30 · W4 | I1 · Z2 | G36 · D21 | Z3 | W19 | X1 · A9 | A9 | C19 | C18 |

| A19 | G6 | G6 | G6 | D46 · N35 · I9 | A44 | X1 · Z1 · TWO | S3 | C2 | G17 | T16 | W24 | A24 |

| nswt&bity |

| nswt&bity |

| U22 | R8 | X1 | R8 | D38 · X1 · H8 | O34 · N36 | R8 | X1 · H8 | F44 | A41 | S42 | C2 | C12 | U21 · N35 | D4 · Aa11 |

| U22 | R8 | X1 | R8 | D38 · X1 · H8 | O34 · N36 | R8 | X1 · H8 | F44 | A41 | S42 | C2 | C12 | U21 · N35 | D4 · Aa11 |

| U22 | R8 | X1 | R8 | D38 · X1 · H8 | O34 · N36 | R8 | X1 · H8 | F44 | A41 | S42 | C2 | C12 | U21 · N35 | D4 · Aa11 |

| U22 | R8 | X1 | R8 | D38 · X1 · H8 | O34 · N36 | R8 | X1 · H8 | F44 | A41 | S42 | C2 | C12 | U21 · N35 | D4 · Aa11 |

| U22 | R8 | X1 | R8 | D38 · X1 · H8 | O34 · N36 | R8 | X1 · H8 | F44 | A41 | S42 | C2 | C12 | U21 · N35 | D4 · Aa11 |

| U22 | R8 | X1 | R8 | D38 · X1 · H8 | O34 · N36 | R8 | X1 · H8 | F44 | A41 | S42 | C2 | C12 | U21 · N35 | D4 · Aa11 |

| U22 | R8 | X1 | R8 | D38 · X1 · H8 | O34 · N36 | R8 | X1 · H8 | F44 | A41 | S42 | C2 | C12 | U21 · N35 | D4 · Aa11 |

| U22 | R8 | X1 | R8 | D38 · X1 · H8 | O34 · N36 | R8 | X1 · H8 | F44 | A41 | S42 | C2 | C12 | U21 · N35 | D4 · Aa11 |

| U22 | R8 | Z1 | R8 | D38 · O34 · N36 | R8 | W24 · X1 | F44 · N35 | A41 | S42 | C2 | C12 | U21 · D4 | Aa11 · N35 |

| U22 | R8 | Z1 | R8 | D38 · O34 · N36 | R8 | W24 · X1 | F44 · N35 | A41 | S42 | C2 | C12 | U21 · D4 | Aa11 · N35 |

| U22 | R8 | Z1 | R8 | D38 · O34 · N36 | R8 | W24 · X1 | F44 · N35 | A41 | S42 | C2 | C12 | U21 · D4 | Aa11 · N35 |

| U22 | R8 | Z1 | R8 | D38 · O34 · N36 | R8 | W24 · X1 | F44 · N35 | A41 | S42 | C2 | C12 | U21 · D4 | Aa11 · N35 |

| U22 | R8 | Z1 | R8 | D38 · O34 · N36 | R8 | W24 · X1 | F44 · N35 | A41 | S42 | C2 | C12 | U21 · D4 | Aa11 · N35 |

| U22 | R8 | Z1 | R8 | D38 · O34 · N36 | R8 | W24 · X1 | F44 · N35 | A41 | S42 | C2 | C12 | U21 · D4 | Aa11 · N35 |

| U22 | R8 | Z1 | R8 | D38 · O34 · N36 | R8 | W24 · X1 | F44 · N35 | A41 | S42 | C2 | C12 | U21 · D4 | Aa11 · N35 |

| U22 | R8 | Z1 | R8 | D38 · O34 · N36 | R8 | W24 · X1 | F44 · N35 | A41 | S42 | C2 | C12 | U21 · D4 | Aa11 · N35 |

| U22 | R8 | F44 | R8 | X1 · H8 | G14&t | S29 | N36 | R8 | W24 · X1 · D40 | Q3 · X1 | V28 | U21 · N35 | D4 · Aa11 | C2 | C12 | S42 | S34 |

| U22 | R8 | F44 | R8 | X1 · H8 | G14&t | S29 | N36 | R8 | W24 · X1 · D40 | Q3 · X1 | V28 | U21 · N35 | D4 · Aa11 | C2 | C12 | S42 | S34 |

| U22 | R8 | F44 | R8 | X1 · H8 | G14&t | S29 | N36 | R8 | W24 · X1 · D40 | Q3 · X1 | V28 | U21 · N35 | D4 · Aa11 | C2 | C12 | S42 | S34 |

| U22 | R8 | F44 | R8 | X1 · H8 | G14&t | S29 | N36 | R8 | W24 · X1 · D40 | Q3 · X1 | V28 | U21 · N35 | D4 · Aa11 | C2 | C12 | S42 | S34 |

| U22 | R8 | F44 | R8 | X1 · H8 | G14&t | S29 | N36 | R8 | W24 · X1 · D40 | Q3 · X1 | V28 | U21 · N35 | D4 · Aa11 | C2 | C12 | S42 | S34 |

| U22 | R8 | F44 | R8 | X1 · H8 | G14&t | S29 | N36 | R8 | W24 · X1 · D40 | Q3 · X1 | V28 | U21 · N35 | D4 · Aa11 | C2 | C12 | S42 | S34 |

| U22 | R8 | F44 | R8 | X1 · H8 | G14&t | S29 | N36 | R8 | W24 · X1 · D40 | Q3 · X1 | V28 | U21 · N35 | D4 · Aa11 | C2 | C12 | S42 | S34 |

| U22 | R8 | F44 | R8 | X1 · H8 | G14&t | S29 | N36 | R8 | W24 · X1 · D40 | Q3 · X1 | V28 | U21 · N35 | D4 · Aa11 | C2 | C12 | S42 | S34 |

| U22 | R8 | U22 | R8 | F44 | Q3 · X1 | V28 | U21 · N35 | D4 · Aa11 · N35 | C2 | C12 | S42 | S34 |

| U22 | R8 | U22 | R8 | F44 | Q3 · X1 | V28 | U21 · N35 | D4 · Aa11 · N35 | C2 | C12 | S42 | S34 |

| U22 | R8 | U22 | R8 | F44 | Q3 · X1 | V28 | U21 · N35 | D4 · Aa11 · N35 | C2 | C12 | S42 | S34 |

| U22 | R8 | U22 | R8 | F44 | Q3 · X1 | V28 | U21 · N35 | D4 · Aa11 · N35 | C2 | C12 | S42 | S34 |

| U22 | R8 | U22 | R8 | F44 | Q3 · X1 | V28 | U21 · N35 | D4 · Aa11 · N35 | C2 | C12 | S42 | S34 |

| U22 | R8 | U22 | R8 | F44 | Q3 · X1 | V28 | U21 · N35 | D4 · Aa11 · N35 | C2 | C12 | S42 | S34 |

| U22 | R8 | U22 | R8 | F44 | Q3 · X1 | V28 | U21 · N35 | D4 · Aa11 · N35 | C2 | C12 | S42 | S34 |

| U22 | R8 | U22 | R8 | F44 | Q3 · X1 | V28 | U21 · N35 | D4 · Aa11 · N35 | C2 | C12 | S42 | S34 |

| G39 | N5 |

| G39 | N5 |

| Q3 · X1 | V4 | E23 · Aa15 | M17 | M17 | S29 | S34 | D&t&N17 | p · t | V28 | N36 |

| Q3 · X1 | V4 | E23 · Aa15 | M17 | M17 | S29 | S34 | D&t&N17 | p · t | V28 | N36 |

| Q3 · X1 | V4 | E23 · Aa15 | M17 | M17 | S29 | S34 | D&t&N17 | p · t | V28 | N36 |

| Q3 · X1 | V4 | E23 · Aa15 | M17 | M17 | S29 | S34 | D&t&N17 | p · t | V28 | N36 |

| Q3 · X1 | V4 | E23 · Aa15 | M17 | M17 | S29 | S34 | D&t&N17 | p · t | V28 | N36 |

| Q3 · X1 | V4 | E23 · Aa15 | M17 | M17 | S29 | S34 | D&t&N17 | p · t | V28 | N36 |

| Q3 · X1 | V4 | E23 · Aa15 | M17 | M17 | S29 | S34 | D&t&N17 | p · t | V28 | N36 |

| Q3 · X1 | V4 | E23 · Aa15 | M17 | M17 | S29 | S34 | D&t&N17 | p · t | V28 | N36 |

|  |

| Q3 | R8 | X1 · G14 · Z3 · N36 |

| Q3 | R8 | X1 · G14 · Z3 · N36 |

| Q3 | R8 | D38 · X1 · H8 | I9 · N36 |

| Q3 | R8 | D38 · X1 · H8 | I9 · N36 |

| Q3 | R8 | N35 · X1 · Z4 | N35 · N41 · D40 |

| Q3 | R8 | N35 · X1 · Z4 | N35 · N41 · D40 |

| R8 | R8 | N36 | X1 | G14 | Z3 |

| R8 | R8 | N36 | X1 | G14 | Z3 |

| R8 | R8 | R8 | X1 | G14 | Z1 | N36 |

| R8 | R8 | R8 | X1 | G14 | Z1 | N36 |

## Преклонение перед Римом
В папирусе 112 года до н. э. говорится о визите римского сенатора Луция Меммия, который посетил Египет как турист, чтобы посмотреть на достопримечательности. Папирус составлен из распоряжений неизвестного начальника — возможно, диойкета — филадельфийскому чиновнику по поводу того, какой приём он должен оказать Меммию, когда тот приедет посмотреть на Лабиринт, озеро и священных крокодилов. Так принимали великих сановников римского государства. Должно быть готово всё, что нужно, для его развлечения, в том числе корм для крокодилов. Случайный луч света выхватил для нас то подобострастие, в котором в царстве Птолемеев относились к римским аристократам из соображений дипломатии.

## Свержение с престола

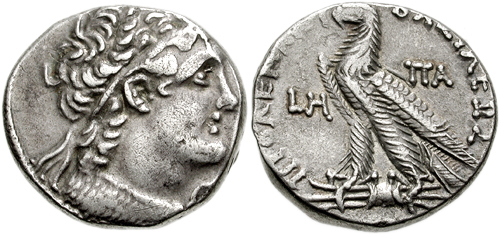
Серебряная египетская тетрадрахма царя Птолемея IX Сотера II. 109 год до н. э.

В 10-й год правления Сотера II (107 год до н. э.) Клеопатра снова попыталась прийти к власти с помощью государственного переворота. Поводом послужила отправка Лафуром 6000 воинского отряда на помощь Антиоху Грипу для борьбы с иудейским царём Гирканом. Клеопатра, которая находилась под сильным влиянием евреев, была возмущена этим своевольным поступком сына. Она обвинила Лафура в покушении на неё. По словам Павсания, «поранивши тех из евнухов, кого она считала наиболее себе преданными, она вывела их и показала народу, как будто она сама подверглась покушению со стороны Птолемея, говоря при этом, что вот как расправился он с её евнухами». Ей удалось так сыграть на эмоциях александрийской черни, что Лафур был вынужден бежать за море, на Кипр. Клеопатра вызвала с Кипра Птолемея Александра, чтобы тот занял место Лафура в Египте. Жена Лафура Селена и двое его сыновей остались в Египте в руках Клеопатры. Клеопатра, по примеру своего дяди Филометора и матери Клеопатры II, больше полагалась на еврейский элемент в Египте. Правителями страны она назначила Хелкию и Ананию, сыновей первосвященника Онии, построившего храм наподобие Иерусалимского в Леонтополе при Птолемее VI Филометоре. Клеопатра ничего не предпринимала без их одобрения.
Клеопатра не собиралась так просто отпускать Лафура. Она послала на Кипр войско, чтобы схватить его, но Лафур, считая недостойным вести войну против матери, покинул остров, хотя и обладал не меньшими силами, чем нападающие и нашёл убежище в Селевкии Пиерии. Видимо, присланные из Египта войска не хотели сражаться со старшим Птолемеем. Страбон (в передаче Иосифа Флавия) свидетельствует: «Большинство солдат, явившихся вместе с ними и впоследствии отправленных на Кипр, немедленно передались Птолемею; верность сохранили ей одни только так называемые онийские евреи, потому что их сограждане, Хелкия и Анания, пользовались величайшим влиянием у царицы». Клеопатра даже приказала убить командовавшего её войском за то, что он упустил Птолемея живым. Клеопатре пришлось смириться и смотреть, как ненавистный сын, которого она была не в силах низложить, правит в зависимом владении её царства.

## Обстановка в Сирии
В дальнейшем соперничество между матерью и сыном разразилось в Сирии. В этой неспокойной стране сложилась как никогда запутанная ситуация: Антиох Грип царил в Дамаске; Антиох Кизикен — в Северной Сирии; Палестина, за которую так долго дрались династии Селевка и Птолемея, теперь почти целиком перешла к иудейскому царю Александру Яннаю; греческие и филистимские города на побережье, насколько могли, сохраняли независимость, примыкая к тому или иному из правителей-соперников. Дело запуталось ещё больше, когда в борьбу вступили Лафур, как союзник Антиоха Кизикена и Клеопатра, как союзница Антиоха Грипа и иудейского царя.
В это время иудейский царь Александр Яннай осадил Птолемаиду. Поскольку сирийские цари были поглощены взаимной борьбой, жители послали за помощью на Кипр к Птолемею. Вот что рассказывает по этому поводу Иосиф Флавий:

«Последней надеждой населения Птолемаиды являлись египетские фараоны и владевший островом Кипром Птолемей Лафур, который перебрался на Кипр после того, как был матерью своей лишён власти. Итак, жители Птолемаиды отправили к последнему просьбу явиться к ним на помощь и вырвать их из рук Александра, который подвергает их всевозможным опасностям. А так как посланные укрепили Птолемея в надежде, что он сможет подчинить себе жителей Газы, находившихся в союзе с птолемаидцами, а также Зоила и, кроме того, сидонян и ещё многие другие народы, если только переправится в Сирию, то он в уповании на это согласился и поспешно стал готовиться к отплытию.
Однако в это же самое время жителей Птолемаиды старался разубедить в их решении некий Деменет, пользовавшийся тогда у них большой популярностью народный оратор. Он указал на то, что лучше будет рискнуть опасностью войны с иудеями, чем подвергать себя явному рабству, если отдаться [иноземцу] деспоту, который при этом вовлечёт их не только в эту войну, но и подвергнет их гораздо большей опасности со стороны Египта. Он указал также на то, что Клеопатра не отнесется безучастно к тому, что Птолемей по соседству с ней составляет себе крупную военную мощь, но наверное нападет на них с огромным войском. Если Птолемей ошибётся в своих расчётах, то ему предоставляется полная возможность вернуться назад на Кипр, тогда как им самим во всяком случае грозит крайняя опасность.
Между тем Птолемей, узнав в пути об изменившемся решении жителей Птолемаиды, тем не менее поплыл к ним и, прибыв в Сикамин, высадил там своё войско. Всего у него было, вместе с конницей, около тридцати тысяч человек, которых он и повёл к окрестностям Птолемаиды. Тут он расположился лагерем; а так как жители города не только не приняли его посланных, но и не стали слушать их, то это его весьма озаботило.
Когда к нему явились Зоил и представители города Газы с просьбой вступить с ними в союз для борьбы против иудеев и Александра, разорявших их область, Александр испугался Птолемея и снял осаду. Уведя своё войско домой, он теперь обратился к хитрости, тайно послав к Клеопатре просьбу оказать поддержку против Птолемея и в то же самое время делая вид, будто заключает с последним дружбу и союз. При этом он обещал уплатить Птолемею четыреста талантов (10 т 360 кг серебра), если тот подчинит ему правителя Зоила и присоединит его владения к Иудее.
Птолемей тогда охотно заключил дружественный союз с Александром и подчинил ему Зоила; но когда он впоследствии узнал, что Александр тайно обращался к матери его, Клеопатре, за содействием, он счёл себя свободным от всяких по отношению к нему обязательств, отправился к Птолемаиде и осадил её за то, что жители этого города не приняли его к себе. Осаду он поручил своим полководцам, которым предоставил с этой целью часть своего войска, а сам он с остальными солдатами принялся покорять Иудею.
Но так как Александр [вовремя] узнал о намерении Птолемея, то и он собрал около пятидесяти тысяч воинов, а по данным у некоторых историков, даже восемьдесят тысяч, и с этой ратью двинулся на Птолемея. Тогда последний неожиданно напал на галилейский город Асохис, взял его штурмом в одну из суббот и увёл и унёс оттуда около десяти тысяч пленных и значительную добычу.
Попробовав сделать то же самое с городом Сепфорисом, отстоявшим недалеко от разрушенного Асохиса, он, однако, потерял здесь множество войска и [потому] пошёл войной на Александра. Последний встретился с ним около реки Иордан, в местности, носящей название Асофон, в непосредственной близости около реки Иордан, и расположился лагерем вблизи врагов. У Александра, между прочим, было до восьми тысяч солдат, которым он дал название гекатонтамахов и которые были снабжены медными щитами. Впрочем, и у передовых бойцов Птолемея имелись медные щиты. И хотя противники уступали во многом иудеям, все-таки солдаты Птолемея с большой уверенностью шли на опасность, потому что их воодушевлял специалист по военной тактике Филостефан, который распорядился переправить войско с того берега реки, где оно расположилось станом, на противоположный. Впрочем, Александр решил не препятствовать этому переходу, потому что он рассчитывал, что, если река останется у них в тылу, ему легче будет захватить врагов, которые тогда будут лишены возможности бегства.
Когда противники сошлись, вначале с обеих сторон мужество и энергия были выказаны одинаковые и множество воинов пало, как там, так и здесь. Когда же победа стала склоняться в пользу воинов Александра, Филостефан разделил свою рать и очень удачно послал подкрепление отступавшим. Часть иудеев дрогнула, и так как ей не было оказано поддержки, то она ударилась в бегство, причём близстоящие отряды не только не поддержали их, но тоже обратились в бегство, тогда как войска Птолемея поступили как раз обратно. Следуя за иудеями, которые в конце концов все бросились бежать, они стали так рубить бегущих, что мечи их наконец притупились и руки устали. Таким образом пало, как говорят, тридцать тысяч иудеев (Тимаген даже говорит о пятидесяти тысячах убитых), остальные же либо попали в плен, либо бежали на родину.
После этой победы Птолемей напал на окрестности и, при наступлении вечера, остановился в некоторых иудейских деревнях, которые нашёл полными женщин и детей. Тогда он приказал своим воинам всех их перерезать и разрубить на мелкие части, а последние затем бросить в котлы с кипятком. После этого он удалился. Он сделал это распоряжение с той целью, чтобы беглецы, вернувшись из битвы домой, предположили, что враги их людоеды, и при представившемся их взорам зрелище ещё более исполнялись страха перед ними. О таких действиях [Птолемея] рассказывают, подобно мне, также и Страбон и Николай [Дамасский].
После этого Птолемей штурмом овладел также и Птолемаидой».

## Вступление в войну Клеопатры
Опасаясь возросшего могущества своего старшего сына, который мог вторгнуться из Палестины в Египет и свергнуть её, Клеопатра старалась всеми силами помочь его врагам и даже послала войско для войны с Лафуром.

«Тогда Клеопатра стала бояться, как бы Кизикен не оказал её старшему сыну помощи для захвата Египта. Поэтому она послала Грипу огромное вспомогательное войско и дала ему в жены Селену, которой, [таким образом], предстояло выйти замуж за врага её бывшего мужа».

«Когда Клеопатра увидела, как усиливается могущество её сына, который беспрепятственно разорял Иудею и успел подчинить своей власти город Газу, она не могла спокойно отнестись к тому, что Птолемей как бы уже находится перед воротами в её царство и, благодаря своей силе, нагоняет страх на Египет. Поэтому она немедленно выступила против него с флотом и войском, назначив начальниками над всеми своими силами иудеев Хелкию и Ананию.
Главные же свои богатства, внуков своих и духовное завещание она отправила на остров Кос для сохранения. Дав затем своему сыну, Александру, повеление отплыть с огромным флотом в Финикию, сама Клеопатра со всем войском прибыла к Птолемаиде. Но так как жители последней не захотели принять её к себе, то она приступила к осаде города.
Тем временем Птолемей покинул Сирию и внезапно поспешил в Египет, рассчитывая овладеть им теперь, когда в нём не было более войска. Однако ему пришлось ошибиться в своём расчёте. Около этого же времени Хелкия, один из двух военачальников Клеопатры, умер в Келесирии, преследуя Птолемея.
Клеопатра, узнав о попытке своего сына относительно Египта и о том, что попытка эта совершенно не удалась ему, отправила туда часть своего войска и изгнала его из страны. Таким образом, ему вновь пришлось покинуть Египет и провести зиму в Газе, между тем как гарнизон Птолемаиды не выдержал осады и Клеопатре удалось взять город.
Не имея другой защиты, кроме Клеопатры, и сильно пострадав от её сына, Птолемея, Александр Яннай прибыл к царице с дарами и оказал ей те знаки уважения, которых она была достойна. Тогда некоторые из приближенных царицы посоветовали ей принять дары, но в то же самое время напасть на Иудею, овладеть ею и не забывать того, что от этого одного человека находится в зависимости такое значительное количество храбрых воинов. Однако Анания воспротивился их убеждениям, указывая на то, что царица поступит несправедливо, если лишит власти союзника своего, который вдобавок является единоплеменником. „Знай, — сказал он ей при этом, — что если ты обидишь его, то возбудишь против себя ненависть со стороны всех нас, иудеев“.
Благодаря такому совету Анании Клеопатра решила не трогать Александра и даже заключила с ним дружественный союз в Келесирии, в городе Скифополисе».
Около 102 года до н. э. война в Келесирии для династии Птолемеев окончилась ничем. Птолемей Лафур вернулся на Кипр, а Клеопатра в Египет. Позднее, около 95 года до н. э. Птолемей Лафур снова попытался вмешаться в сирийские дела. Он вызвал из Книда четвёртого сына Антиоха Грипа Деметрия Эвкера и провозгласил его царём в Дамаске.

## Смерть Клеопатры
Клеопатра не много прожила после своей напрасной войны в Палестине. Она умерла в первой половине осени 101 года до н. э., чуть-чуть не дожив до шестидесяти лет. Греческая историческая традиция (Юстин, Павсаний, Афиней) допускает, что её младший сын Александр приказал убить свою мать, и Юстин повествует, как александрийский народ вознегодовал и призвал Лафура. Но так как изгнание Александра произошло лишь двенадцатью годами позже, то Юстин (или Трог, которого он сокращает), по своему обыкновению, увлекается драматическим эффектом в ущерб фактам. Действительно ли Клеопатра III умерла по приказу сына, остаётся неясным. Во-всяком случае Клеопатра III не пользовалась расположением у александрийцев, которые дали ей похабное прозвище «Кокке», то есть «алая», что на жаргоне значило «женские гениталии». Юстин также негативно отзывается о ней:

«Эту позорную смерть вполне заслужила та, которая согнала даже свою мать с её брачного ложа, которая двух своих дочерей превратила во вдов, выдавая их замуж то за одного, то за другого брата, та, которая против одного сына, отправленного в изгнание, вела войну, а другому сыну, отняв у него власть, готовила гибель».

## Второй приход к власти

Птолемей IX Сотер II

После смерти матери Птолемей Александр продолжал править в Египте, а Птолемей Лафур — на Кипре. О взаимоотношениях двух братьев в этот период ничего не известно. К 89 году до н. э. Птолемей Александр стал чрезвычайно непопулярен в Александрии. Вскоре он бежал и был убит. Птолемей IX Сотер II вновь был возвращён на египетский престол; Египет и Кипр снова объединились под властью одного человека. Лафуру тогда было около пятидесяти четырёх, и у него не осталось живых законных детей, кроме царицы Береники Филадельфии, которая вернулась из Ликии, чтобы стать соправительницей отца на троне. (Правда по Юстину, у него должны были быть два сына от Селены, но они видимо умерли в юности). Когда начался этот новый период его правления, её титул был добавлен к тому, который носил он. Раньше его вместе с матерью называли Богами Филометорами Сотерами; теперь они с дочерью стали Богами Филадельфами Филометорами Сотерами, а Лафур сам по себе был «Великим Богом, Матерелюбимым, Братолюбивым Спасителем». Поэтому его имя встречается и в таком написании — Птолемей Филадельф II.

## Восстание в Фиваиде
Восемь лет, в течение которых Сотер правил Египтом после возвращения, были беспокойными годами в стране и за её границами. Египетский национализм снова вспыхнул. Ещё до его возвращения, пока в Александрии правил Птолемей Александр, поднялись новые туземные вожди, которые надеялись выгнать греков и дать начало новой династии фараонов. Древний город Фивы, оплот национального движения, который положил конец власти гиксосов много веков назад, снова стал центром восстания.
Найдено несколько писем, проливающих свет на сложившуюся обстановку. Их автор — Платон, предположительно эпистратег Фиваиды. Фиваида в целом была охвачена мятежом, но город Патирис стоял за Птолемея. Комендант города — коренной египтянин Нехтирис — служил Птолемею против своих соотечественников. Первое письмо написано 28 марта 88 года до н. э., когда о возвращении Сотера ещё не было известно в Фиваиде; Платон датирует письмо по годам Александра.

«Платон жителям Патириса, здравствовать. Выступив из Латополя, чтобы разрешить ситуацию к наибольшей пользе государства, я счёл наилучшим дать вам знать об этом и призвать вас хранить отвагу и присоединиться к Нехтирису, вашему командиру, пока не прибуду я сам, что постараюсь сделать как можно быстрее. Прощайте. Год 36, 16 фаменота».
Письмо, написанное через семь месяцев после первого (1 ноября 88 года до н. э.), показывает нам, что город ещё держался и что возвращение Сотера — по его годам Платон указывает дату — внесло некоторые изменения в обстановку.

«Платон, жрецам и другим в Патирисе, приветствия. Филоксен, мой брат, сообщает мне в письме, которое доставил Орс, что Величайший Бог Царь Сотер приехал в Мемфис и что Гиеракс назначен во главе весьма большого войска покорять Фиваиду. Я решил передать эти вести вам, чтобы они поддержали вашу храбрость. 30 год, 19 фаофи».
По словам Павсания, на то, чтобы подавить восстание, ушло три года: 

«Он начал войну с отпавшими фиванцами и, подчинив их себе на третий год после отпадения, так разорил их, что у жителей Фив не осталось даже воспоминания об их прежнем благополучии, а оно было настолько велико, что богатством они превосходили самых богатейших из эллинов, как святилище в Дельфах, так и орхоменцев».

## Строительная деятельность

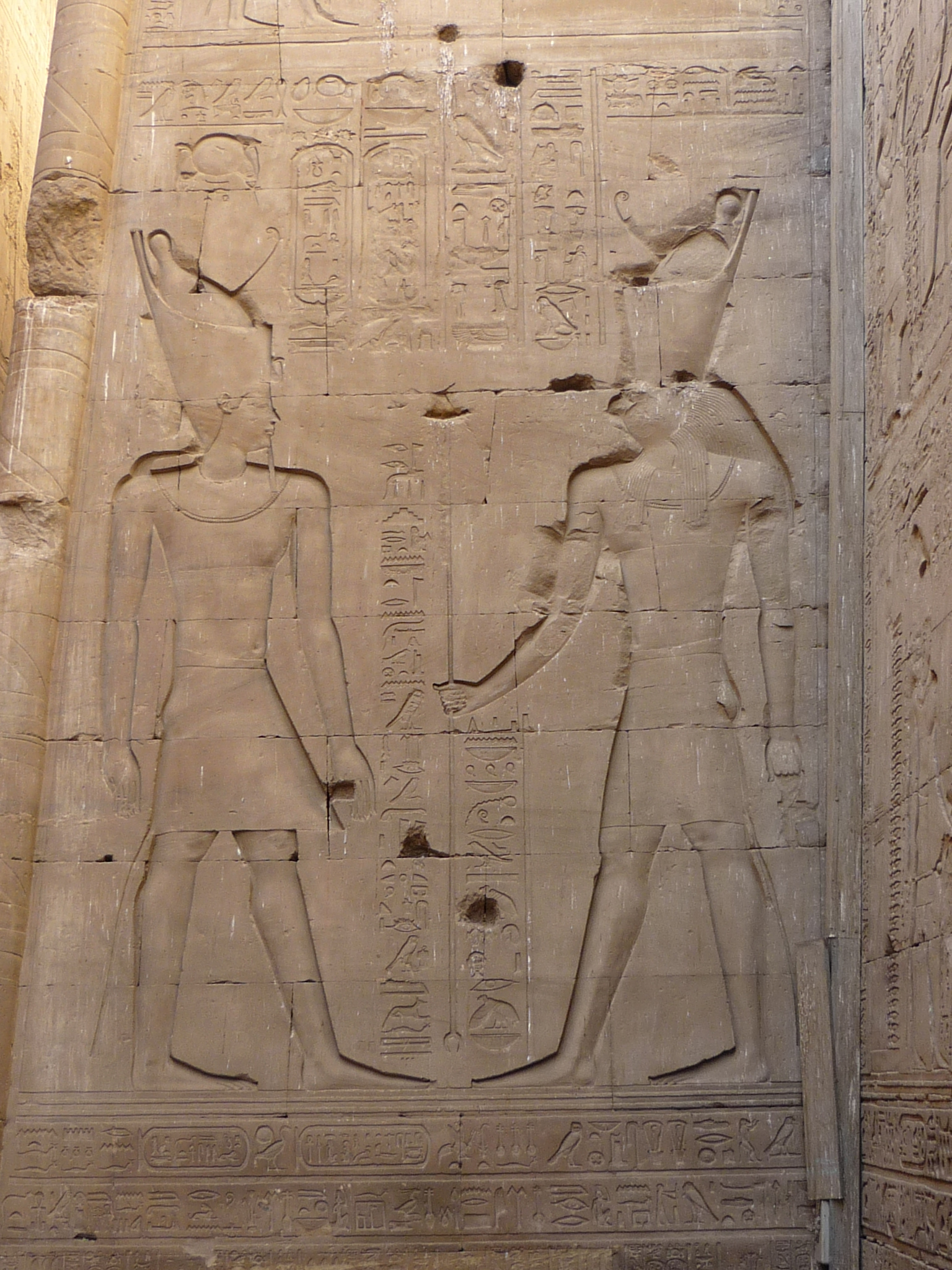
Птолемей IX предстоит перед Хором на стене храма в Эдфу

Восстановлением, расширением и строительством египетских сооружений Лафур, вероятно, занимался в первой половине своего правления (116 — 107 годах до н. э.). Возможно, самое интересное из того, что он нам оставил, — это подземная часть (фундамент и крипта) великого храма в Дендере, который в действительности возведён на месте древней постройки и по старинному плану, однако тот облик, в каком мы его видим, целиком обязан щедрости поздних Птолемеев и римлян. Полное восстановление этого храма на месте прежнего было гораздо более масштабным предприятием, чем строительство одного пилона или ворот, а это значит, что у правительства были и средства, и свободное время на возведение подобного сооружения. В то же время Лафур (как и его отец) дополнил фараоновский храм в Медамуте, располагавшийся в нескольких километрах севернее Карнака, и перестроил пилон Тахарки у небольшого храма в Мединет-Абу. В Эль-Кабе этот царь завершил работу над каменным храмом, начатую Птолемеем Фисконом; и как его предшественники вплоть до самого Птолемея III он продолжал работы в Эдфу. Однако ему осталось только закончить работу над прилегающей территорией. В частности, Лафуру приписывается сооружение большого переднего двора с тридцатью колонами по периметру и высокой внешней стеной (которую закончил Птолемей Александр). Этот двор подробно описан в надписях. Его размеры: 47 на 42 метра, окружающая стена 10,5 м в высоту на 2,6 м в толщину. Он добавил надписи и украсил великий храм на острове Филы и даже в далёком Талмисе (Калабша в Нубии), хотя некоторые историки приписывают строительство последнего сооружения Птолемею Эпифану, а не Лафуру. Также следы деятельности Лафура обнаружены в великом оазисе Харга.
При Птолемее IX Сотере II продолжались исследования внутренних районов Африки, доказательством чего могут служить слова Плиния Старшего, что у некоторых эфиопских народов «до Птолемея Лафура, царя Египта, было неизвестно употребление огня».

## Позиция Египта в мировой политике
Примерно в то же время произошло столкновение между великими державами, и позиция царя Египта состояла в том, чтобы не рисковать и играть наверняка: не примыкать ни к одной из сторон, пока исход колоссальной борьбы не станет ясен. В начале правления Птолемей IX Сотер II возникла новая и опасная сила в лице царя Понта Митридата Эвпатора. Вполне возможно, что государственные мужи в Александрии сомневались тогда, какая из держав: Рим или царство Митридата — станет доминировать на Ближнем Востоке. В 88 году до н. э. Митридат разбил римского полководца в Малой Азии, захватил римскую провинцию в Азии и перебросил войско в Грецию, где Афины выступили против Рима. В ходе военных действий Митридат занял Кос и захватил египетские сокровища, перевезённые туда около четырнадцати лет назад Клеопатрой III, а вместе с ними и молодого Птолемея Александра, сына Птолемея Александра I от его первой жены. Этот мальчик был единственным оставшемся на свете законным отпрыском династии Птолемеев мужского пола, не считая Птолемея IX Сотера II. Единственный наследник египетского трона попал в руки понтийского царя, и это не могло не вызвать озабоченность в Александрии. Даже когда римские армии, способные отбросить Митридата, вошли в Восточное Средиземноморье, для Египта было опасно принимать чью-то сторону, поскольку Рим в то время разделился на враждующие партии, и римская аристократия, возглавлявшая эти армии, враждовала с республиканской партией, которая в
87 году до н. э. снова взяла власть в Риме под предводительством Мария. Зимой 87/86 года до н. э., пока Сулла осаждал Афины, его посланник Луций Лукулл явился в Александрию. Птолемей IX Сотер оказал выдающимуся римскому аристократу царский приём, но уклонился от предоставления ему какой-либо существенной помощи, разве что дал несколько кораблей, чтобы те сопровождали его на обратном пути до Кипра. Лукулл со своей стороны отклонил все подарки царя, кроме одного великолепного изумруда. На нём был выгравирован царский портрет, и Лукулл, когда царь сказал ему об этом, счёл благоразумным не отказываться от дара, опасаясь, что Сотер, униженный таким пренебрежением, прикажет убить его на море — такое мнение сформировалось у Лукулла о характере Лафура. Но в Афинах об этом Птолемее всегда отзывались хорошо, ведь он прислал им щедрую помощь, чтобы восстановить город после страшных разрушений, которые тот потерпел от Суллы. Медные статуи Птолемея Сотера II и его дочери Береники III Павсаний видел двести лет спустя при входе в афинский театр Одеон.
Характер Лафура, кажется, был мягким и дружелюбным, даже, до некоторой степени, граничащим со слабостью: это особенно проявилось в благоприятном свете, в его противостоянии со своими матерью и братом. Он, кажется, был свободен от пороков, от которых деградировали многие из египетских царей. Он был без неистовых амбиций, хотя и способен пойти на жестокость, доказательством чего может служить его приказ перерезать и разрубить на мелкие части женщин и детей, а затем бросить их в котлы с кипятком во время боевых действий в Иудеи. Хотя Иосиф Флавий, рассказывающий об этом, сам был не до конца уверен в правдивости этих своих слов и в подтверждение ссылался на мнение Страбона и Николая Дамасского.
Всего он царствовал тридцать пять с половиной лет; из них — десять в соправлении со своей матерью, восемнадцать — на Кипре, и семь с половиной качестве единственного правителя Египта. Птолемей IX Сотер II умер в возрасте около шестидесяти двух лет.

## Семья
- первым браком он был женат на своей сестре Клеопатре IV, и хотя по словам Юстина он был к ней очень привязан, но по настоянию матери Клеопатры III развёлся с ней, потому что мать не хотела иметь своевольную дочь в качестве соперницы.
- вторым браком — также на своей сестре Клеопатре Селене.
  - Береника III
  - Юстин упоминает, что она также родила Лафуру двух сыновей, но они нигде больше не появляются. Или они умерли в детстве или Юстин их путает с незаконными детьми Лафура от наложницы. Во всяком случае Павсаний утверждает, что Береника являлась единственной законной дочерью Птолемея IX Сотера II
- неизвестная по имени наложница; от неё он имел двух сыновей:
  - Птолемей XII Неос Дионис
  - Птолемей, стал царём Кипра.

| Династия Птолемеев                     |                                                         |                                  |
| Предшественник: Птолемей VIII Фискон   | царь Египта 116 — 107 до н. э. (правил почти 10 лет)    | Преемник: Птолемей X Александр I |
| Предшественник: Птолемей X Александр I | царь Египта 89 — 81 до н. э. (правил 7 с половиной лет) | Преемник: Береника III           |